# Deflorita forceps
Deflorita forceps är en insektsart som beskrevs av Andrej Vasiljevitj Gorochov 2004. Deflorita forceps ingår i släktet Deflorita och familjen vårtbitare. Inga underarter finns listade i Catalogue of Life.